# Wiki
Una Wiki è un'applicazione web che permette la creazione, la modifica e l'illustrazione collaborativa di pagine all'interno di un sito web. È dunque un software collaborativo che generalmente utilizza un linguaggio di markup semplificato o un editor di testo online.
Il risultato è una raccolta di documenti ipertestuali che poi verrà aggiornata dai suoi stessi utilizzatori e i cui contenuti sono sviluppati in collaborazione da tutti coloro che vi hanno accesso (contenuto generato dagli utenti), memorizzati normalmente su una base di dati, o un repository. La modifica dei contenuti è aperta, nel senso che il testo può essere modificato da tutti gli utenti (a volte soltanto se registrati, altre volte anche anonimi) contribuendo non solo per aggiunte, come anche accade solitamente nei forum, ma anche cambiando e cancellando ciò che hanno scritto gli autori precedenti. Ogni modifica è registrata in una cronologia che permette in caso di necessità di riportare il testo alla versione precedente (rollback); lo scopo è quello di condividere, scambiare, immagazzinare e ottimizzare le informazioni in modo collaborativo.

## Etimologia

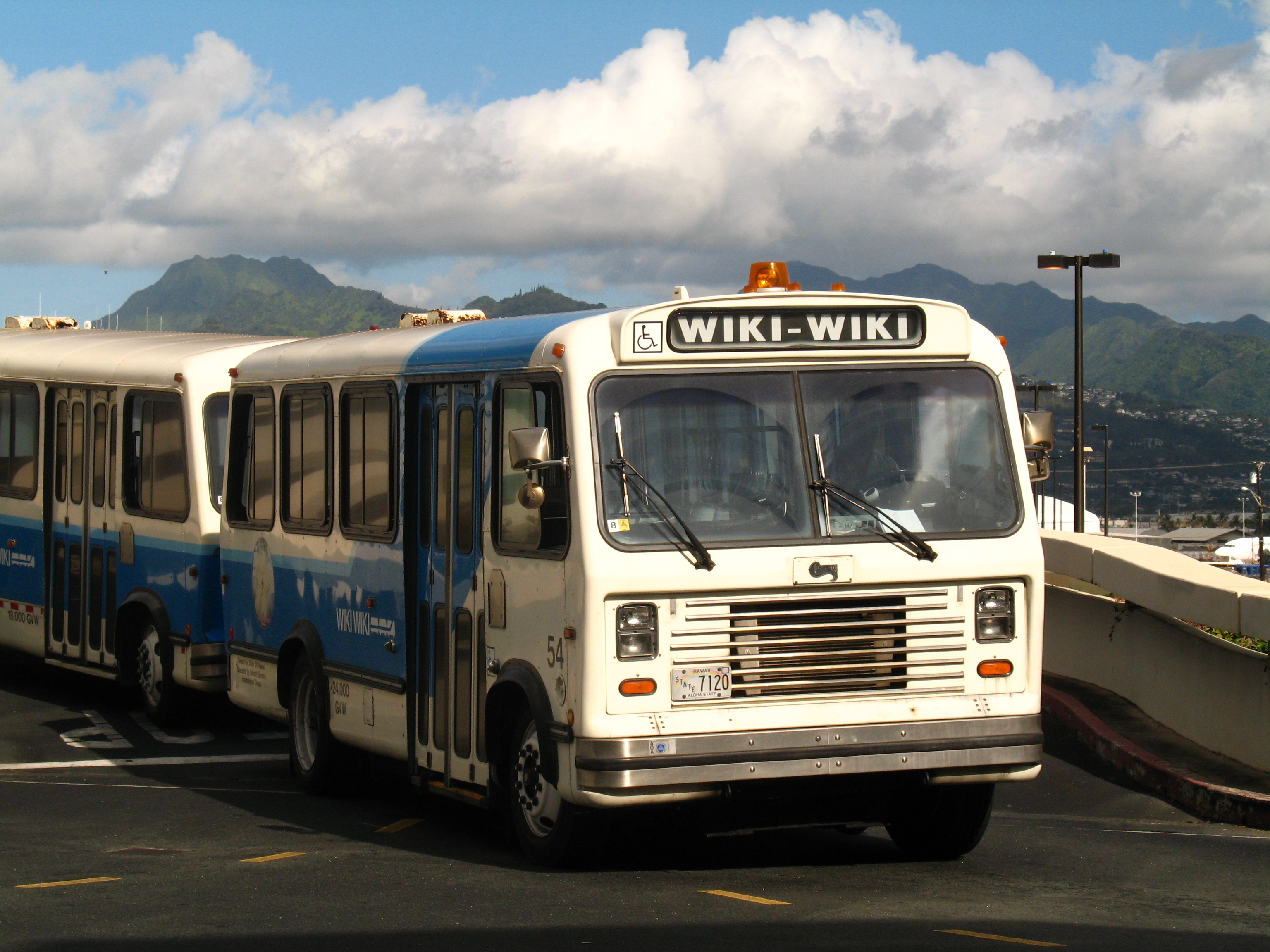
Un "wiki wiki bus" dell'aeroporto di Honolulu

Wiki wiki deriva dall'hawaiano e significa "rapido", "rapidamente" o "molto veloce". A volte il lemma "wikiwiki" o "WikiWiki" sono usati al posto di wiki.
Ward Cunningham, l'ideatore del concetto, si ispirò al nome wiki wiki usato per i bus navetta dell'aeroporto di Honolulu. Wiki fu la prima parola che egli apprese durante la sua prima visita alle isole Hawaii, quando un addetto lo invitò a prendere un wiki wiki bus operante tra i vari terminal aeroportuali. Cunningham stesso dice: «Ho scelto wiki-wiki come sostituto allitterativo di quick, evitando quindi di chiamare questa cosa quick-web.».
In realtà, non si conosce la prima attestazione di questa parola nella lingua hawaiana e non si può escludere che essa sia derivata da un adattamento fonetico proprio della parola quickly.
WikiWikiWeb è un termine usato a volte per riferirsi in maniera specifica al Portland Pattern Repository, il primo wiki mai esistito. I proponenti di questo utilizzo suggeriscono di usare una «w» minuscola per i wiki in generale.
Il termine wiki è usato anche come acronimo inverso dell'espressione inglese What I know is, che descrive la sua funzione di condivisione di conoscenza oltre che di scambio e di immagazzinamento.

## Storia

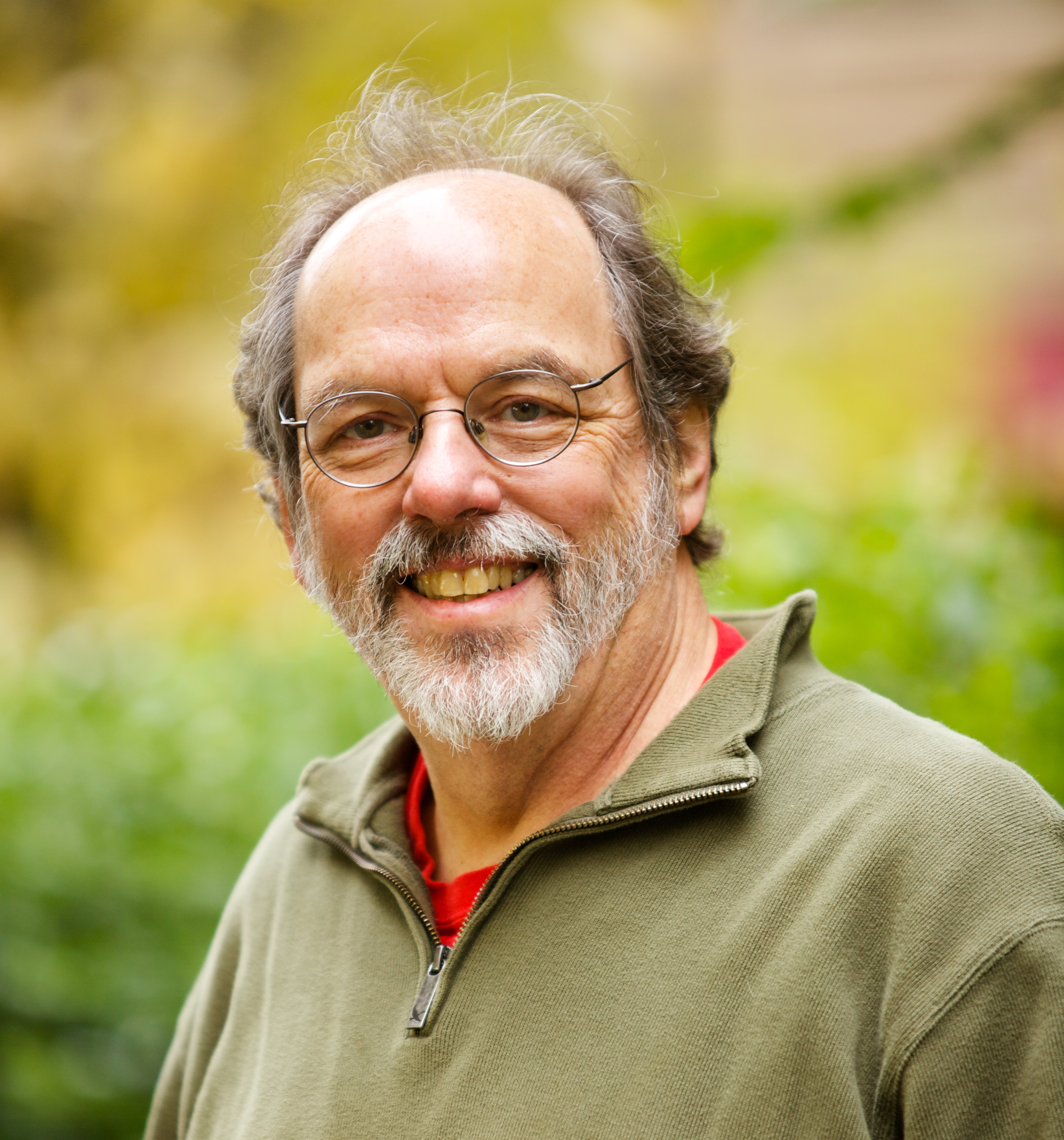
Ward Cunningham, inventore di wiki

Il software wiki è nato nel design pattern (schema progettuale, architetturale, di progettazione) di comunità web come una soluzione per scrivere e discutere pattern languages (espressione che può essere tradotta come «linguaggi relativi a un preciso contesto», in riferimento al mondo del software di programmazione). Il Portland Pattern Repository è stato il primo wiki, ideato da Ward Cunningham nel 1995. Cunningham ha inventato il nome e il concetto wiki e ha prodotto la prima implementazione di un motore wiki.
Alla fine del XX secolo, i wiki sono stati considerati come una strada promettente per sviluppare le basi di una conoscenza pubblica e privata ed è stato questo potenziale a ispirare il progetto dell'enciclopedia Nupedia, avviata da Jimmy Wales con Larry Sanger come caporedattore, usando la tecnologia wiki come base per un'enciclopedia elettronica: Wikipedia è stata lanciata nel gennaio 2001. Originariamente basata su un software UseMod, passò poi al suo attuale software open source MediaWiki, che è ora adottato da numerosi altri wiki.
Attualmente la Wikipedia in lingua inglese è il più grande sito wiki.

## Descrizione

### Pronuncia
Adattando all'italiano la pronuncia inglese, i più pronunciano uìki /ˈwiːki/ la parola wiki. In hawaiano, la consonante iniziale della parola "wiki" è per la precisione un'approssimante labiodentale ([ʋ]), suono intermedio tra il fonema continuo fricativo labiodentale sonoro [v] (l'iniziale dell'italiano voto) e la semiconsonante [w] (l'iniziale dell'italiano uomo). Il suono [ʋ] ricorre nella pronuncia d'una consistente minoranza degli italofoni come una delle possibili R mosce (la cosiddetta èvve, ma non la sua variante velarizzata) o, in italiano, anche come realizzazione veloce e/o trascurata del fonema /v/ in posizione intervocalica: è un suono frequente, ad esempio, in esecuzioni più o meno rapide di frasi come andava via veloce, dove i diversi /v/ tendono a realizzarsi [ʋ] anche per dissimilazione. La pronuncia hawaiana giustifica perciò anche la variante italiana vìki [ˈviːki] – preferibile se si considera che in italiano la lettera w è generalmente percepita come una consonante –, sebbene l'idioma parlato in quelle isole non conosca affatto la fricativa labiodentale sonora ([v]) dell'italiano.

### Caratteristiche principali
Un wiki permette di scrivere collettivamente dei documenti in un semplice linguaggio di marcatura (markup) usando un navigatore web (web browser). Poiché la maggior parte dei wiki si basa sul web, il termine «wiki» è di solito sufficiente. Una singola pagina in un wiki è chiamata «pagina wiki», mentre l'insieme delle pagine, che sono usualmente strettamente interconnesse, è chiamato «il wiki».
Una caratteristica distintiva della tecnologia wiki è la facilità con cui le pagine possono essere create e aggiornate. Generalmente, non esiste una verifica preventiva sulle modifiche, e la maggior parte dei wiki è aperta a tutti gli utenti—o almeno a tutti quelli che hanno accesso al server wiki. In effetti, perfino la registrazione di un account utente non è sempre richiesta.

### Motori wiki
Il motore wiki è il sistema software di tipo collaborativo su cui gira un sistema wiki. La sua implementazione consiste generalmente in un programma installato su diversi server che gestiscono un contenuto solitamente memorizzato in un database relazionale; alcune installazioni tuttavia utilizzano direttamente il file system del server.
Data la relativa semplicità del concetto di wiki, sono state sviluppate un gran numero di implementazioni, nei più svariati linguaggi di programmazione; esse vanno da semplici hack, che hanno solo le funzioni di base, fino a sistemi di amministrazione del contenuto (Content management system) molto sofisticati.

### Campi di applicazione
I campi di applicazione permettono una classificazione dei progetti e delle comunità che si basano su software wiki.
Essi spaziano dalla produzione di contenuti, allo sviluppo di codice, a strumenti gestionali, al potenziale riuso a scopi commerciali di qualsiasi pagina pubblicata aperti e liberi.

In funzione della propria finalità, si possono suddividere in:
- Enciclopedie:
  - generali: Wikipedia, e i suoi ulteriori progetti come Wikivoyage[6], Commons, Wikiquote, Wikisource, Wikizionario, Wikiversità ed altri;
  - settoriali: Cathopedia[7], Vikidia, WikiTree, Sensei's Library[8], wikiart.org[9], xulfr.org[10], soccerwiki.org[11], Nautipedia[12], Agropedia[13], Wikihow;
  - LocalWiki (o wiki geografiche): Wikispedia (La Spezia)[14], wiki-Niort[15]. Sono limitate e focalizzate su un'area geografica a specifica, spesso create dai nativi e residenti del luogo;
- modello di sviluppo: i progetti sono organizzati in modo aperto e collaborativo, per rilasciare:
  - basi di conoscenza semantiche: Unionpedia[16], websemantique.org[17];
  - semantico: DBpedia[18],
  - documentale: documentazione della comunità italiana di Ubuntu[19], CPDL, Choral Public Domain Library[20], Tango Desktop Project[21], DotClear documentation[22], EagleFaq[23], Manuel Blender francophone[24];
  - strumenti di visualizzazione e reportistica: browser specifici per wiki, quale Kiwix per la lettura offline e Wikimedia Apps per la modifica e condivisione esterna di contenuti; statistica e Web Analytics, quali: WikiScanner, Wikiscan[25].
- wiki personali: utilizzati come strumento di produttività e di gestione dell'informazione, quale è il block-notes evoluto fino all'applicazione molto varia come un'agenda, ad esempio Tomboy e Gnote.
- wiki commerciali: copyright, obbligo di registrazione, pubblicità con Google AdSense; siti come Wikizero.com, Wikiwand.com[26], e Wikivisually.com[27] salvano una copia delle pagine di Wikipedia, in varie lingue, tra le quali la versione italiana, parzialmente indicizzati su Google. Wikizero è rilasciato con licenza di copyright (nota a piè di pagina), sebbene i contenuti di Wikipedia siano tutti pubblicati con licenza di tipo Creative Commons. La copia riguarda anche le pagine di discussione di centinaia di utenti iscritti[28] bloccati/cancellati, e le sottopagine di discussione archiviate[29]. Wikiwand integra delle restrizioni alla licenza CC BY-SA di Wikipedia[30], mentre Wikivisually aggrega le voci di Wikipedia con un ricco catalogo di video pubblicati su YouTube[31].
- wiki satiriche: Nonciclopedia[32], Uncyclopedia[33], Encyclopedia Dramatica[34]
- progetti estinti: Ekopedia[35], Bankpedia[36], Anarcopedia[37];
- wiki religiose: OrthodoxWiki[38] e Cathopedia[39]. Pur dichiarando di basarsi sul software wiki, non sono progetti liberi: l'iscrizione non è libera e gratuita, ma subordinata all'approvazione degli amministratori. In particolare, al 2020 la Wikipedia della Chiesa Ortodossa richiede l'invio di un curriculum vitae referenziato.[38] Essendo a carattere religioso, non adottano un punto di vista neutrale, ma quello della rispettiva confessione di appartenenza.

## Pagine e modifiche
Nei wiki tradizionali, ci sono tre possibili rappresentazioni per ogni pagina: il codice HTML (hypertext markup language), la pagina che risulta dalla visione di quel codice con un browser web e il codice sorgente modificabile dagli utenti, dal quale il server produce l'HTML. Quest'ultimo formato, noto come «wikitext», è scritto in un linguaggio di un marcatore (markup) semplificato il cui stile e la cui sintassi variano tra le implementazioni.
Il motivo di questa scelta di design è che l'HTML, con la sua grande libreria di etichettatura (tag), è troppo complicato per permettere modifiche rapide, e distrae dai contenuti veri e propri delle pagine. Talvolta è anche considerato un vantaggio il fatto che gli utenti non possano usare tutte le funzionalità permesse dall'HTML, come JavaScript e i CSS, perché in questo modo si può imporre una maggiore uniformità di aspetto.
| Sintassi wiki (MediaWiki) | HTML | Risultato |
| --- | --- | --- |
| "''Dottore''? Non ha altri titoli? Uno ''studioso'', insomma. E sarebbe lui la più alta autorità civile?" "Certamente" rispose amabilmente Hardin. "Siamo tutti studiosi, più o meno. Dopo tutto, più che una vera e propria società civile, siamo una fondazione scientifica... sotto il diretto controllo dell'Imperatore." | <p> "<i>Dottore</i>? Non ha altri titoli? Uno <i>studioso</i>, insomma. E sarebbe lui la pi&ugrave; alta autorit&agrave; civile?" </p> <p> "Certamente" rispose amabilmente Hardin. "Siamo tutti studiosi, pi&ugrave; o meno. Dopo tutto, pi&ugrave; che una vera e propria societ&agrave; civile, siamo una fondazione scientifica... sotto il diretto controllo dell'Imperatore." </p> | "Dottore? Non ha altri titoli? Uno studioso, insomma. E sarebbe lui la più alta autorità civile?" "Certamente" rispose amabilmente Hardin. "Siamo tutti studiosi, più o meno. Dopo tutto, più che una vera e propria società civile, siamo una fondazione scientifica... sotto il diretto controllo dell'Imperatore." |

(Citazione da Cronache della Galassia di Isaac Asimov)
Alcuni wiki recenti usano un metodo differente: forniscono strumenti di modifica WYSIWYG, solitamente tramite dei controlli ActiveX o dei plugin che traducono istruzioni di formattazione inserite graficamente, come grassetto o corsivo, nei tag HTML corrispondenti. In queste implementazioni, salvare una modifica corrisponde all'invio di una nuova pagina HTML sul server, sebbene l'utente non si accorga dei dettagli tecnici e il markup sia generato in modo a lui trasparente. Gli utenti privi del plugin relativo possono solitamente modificare la pagina modificandone direttamente il codice HTML.
Le istruzioni di formattazione permesse da una wiki variano considerevolmente a seconda del motore usato; wiki semplici permettono solo formattazioni elementari, mentre wiki più complesse hanno supporto per tabelle, immagini, formule o anche elementi interattivi come sondaggi e giochi. Per questo è in corso un tentativo di definire un Wiki Markup Standard.

### Collegamento e creazione di pagine
I Wiki sono un mezzo completamente ipertestuale, con una struttura di navigazione non lineare. Normalmente ogni pagina contiene un gran numero di link ad altre pagine; nei wiki di dimensioni notevoli esiste comunque una navigazione gerarchica, ma non deve essere necessariamente usata. I collegamenti vengono creati usando una sintassi particolare, la cosiddetta «link pattern».
La maggior parte dei wiki usa il modello CamelCase per la nomenclatura dei link, che viene prodotta mettendo in maiuscolo la lettera iniziale di ogni parola contenuta in una frase ed eliminando gli spazi (il termine CamelCase è esso stesso un esempio di CamelCase). CamelCase oltre a facilitare i collegamenti, induce la scrittura dei link a una forma che devia dall'ortografia standard. I wiki basati sul CamelCase sono subito riconoscibili da link con nomi come IndiceGenerale e DomandeIniziali; il termine CamelCase deriva da queste frasi che assomigliano vagamente al profilo di un cammello (in inglese camel).
CamelCase ha sollevato molte critiche, e gli sviluppatori di wiki hanno cercato soluzioni alternative. Il primo a introdurre i free links («link liberi») mediante questo _(formato di link libero) è stato Cliki. Diversi wiki engine usano parentesi singole, parentesi graffe, sottolineature, barre o altri caratteri come modello di link.
Link che collegano differenti comunità wiki sono possibili con l'uso di uno speciale modello di link detto interWiki.
Solitamente in un wiki le nuove pagine sono create semplicemente inserendo il link appropriato partendo da una pagina che tratta un argomento correlato. Se il link non esiste, è normalmente evidenziato come link rotto (broken link). Cercando di seguire quel link viene aperta una finestra di modifica, che permette all'utente di inserire il testo della nuova pagina. Questo meccanismo assicura che le pagine cosiddette «orfane» (cioè che non hanno link che puntano a esse) siano create raramente, mantenendo generalmente un alto livello di connessione.
I wiki generalmente seguono la filosofia di rendere facile la correzione di eventuali errori, piuttosto che rendere difficile commettere un errore. Così, i wiki oltre a essere completamente aperti, forniscono anche vari modi per verificare la validità di aggiornamenti recenti al contenuto delle pagine. Il più importante e usato in quasi tutti i wiki è la cosiddetta pagina delle «Ultime modifiche», che mostra sia uno specifico numero di modifiche recenti sia la lista completa delle modifiche fatte in un determinato lasso di tempo. Alcuni wiki permettono di filtrare dette liste in modo che le modifiche minori –o le modifiche effettuate automaticamente dai cosiddetti bot (codici di programmazione eseguiti in maniera automatica) – possano essere escluse.
Dalla pagina dei cambiamenti sono accessibili altre due funzioni in quasi tutti i wiki: la cronologia delle revisioni, che visualizza le precedenti versioni di una pagina, e la funzionalità «Confronta», che può evidenziare i cambiamenti tra due revisioni. La cronologia delle revisioni fornisce un editor per aprire e salvare una precedente versione della pagina e, in tal modo, ristabilire il contenuto originale. La funzionalità «Confronta» può essere usata per decidere quale precedente modifica sia opportuna e quale no. Un utente regolare del wiki può vedere il confronto di un cambiamento elencato nella pagina «Ultime modifiche» e, se giudica una ultima versione inaccettabile, può consultare la cronologia per ristabilire una precedente versione. Questo processo è più o meno efficiente in base al software wiki utilizzato.
Alcuni wiki rendono possibile aggiungere segnalazioni di consenso su versioni nella pagina "Ultime modifiche" giudicate accettabili. Tavi di Scott Moonen introduce subscribed changes (simile alla watchlists di Wikipedia), una forma interna di segnalibro che è usata per generare una lista di cambiamenti recenti per configurare solo un gruppo di pagine specifiche. Wikipedia fornisce link alle pagine che sono di una certa dimensione per essere evidenziate, in modo che creando piccole pagine cosiddette stubs, queste siano rilevate in tutte le pagine che hanno un link verso di esse.
Per essere sicuri che una serie di pagine mantengano la loro qualità, una persona può impostare un warning per le modifiche che gli permetta di verificare la validità delle nuove versioni in maniera agevole. 

Nel 2016, un tema di informatici che collaborano a Wikimania, ha sviluppato una funzionalità per individuare i link interrotti sulle pagine di Wikipedia e segnalarli agli utenti che hanno pubblicato la relativa modifica. Ciò è di particolare importanza per la qualità delle voci di un'enciclopedia che si basa su fonti esterne, rinunciando a porsi come fonte primaria. Il bot non implementa ancora una funzionalità di ricerca e sostituzione automatica dei link interrotti col più recente backup salvato nell'Internet Archive, su archive.is o altra base di conoscenza come archive.wikiwix.com (utilizzato da fr.Wikipedia)

### Controllo delle modifiche

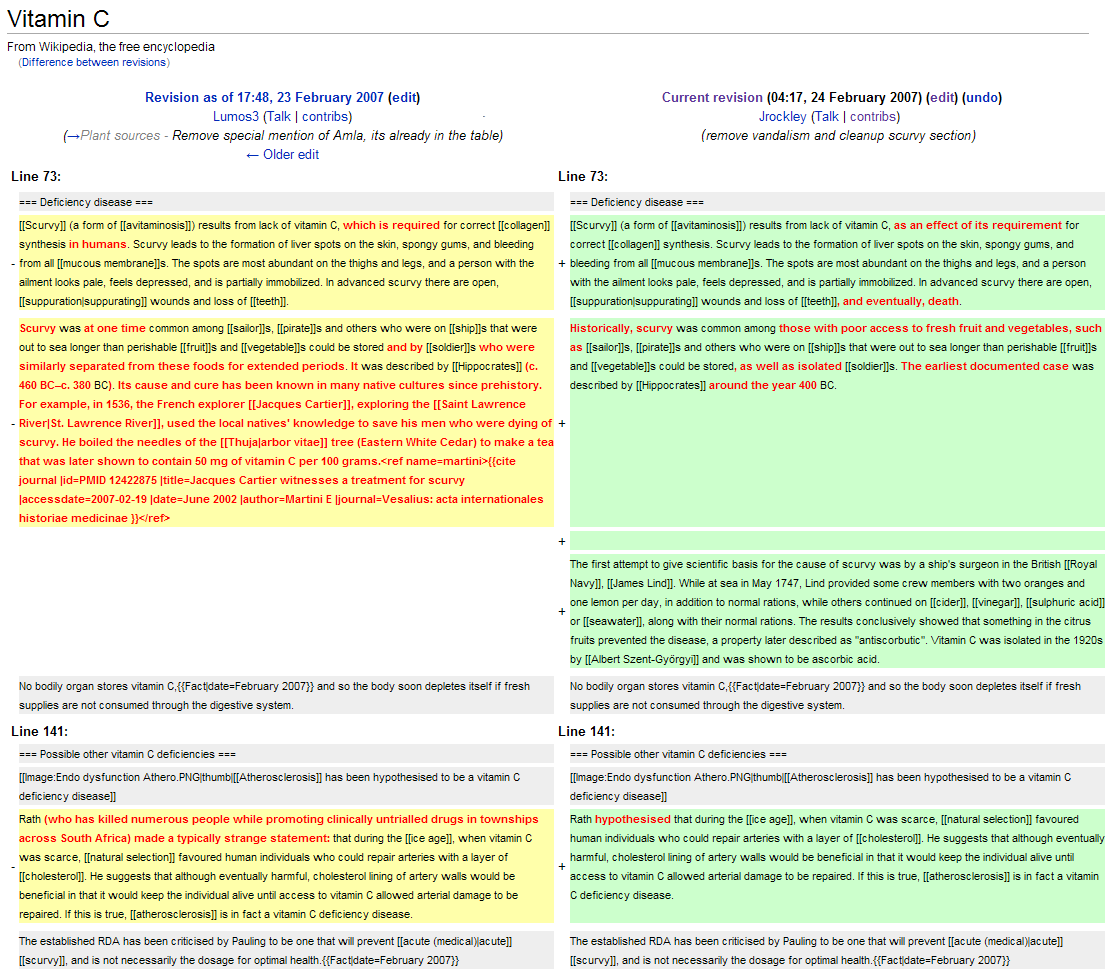
Il confronto cronologico evidenzia le differenze tra due revisioni di una pagina.

Parecchi wiki pubblici evitano le procedure di una registrazione obbligatoria, tuttavia molti dei maggiori motori wiki (inclusi MediaWiki, MoinMoin, UseModWiki e TWiki) forniscono metodi per limitare l'accesso in scrittura. Alcuni motori wiki permettono che utenti singoli siano interdetti dalla scrittura mediante il blocco del loro particolare indirizzo IP o, se disponibile, del loro username. Comunque, parecchi Internet service provider (ISP) assegnano un nuovo indirizzo IP per ogni login, così l'interdizione dell'IP può spesso essere aggirata facilmente. Per evitare il problema, la temporanea interdizione di IP è spesso estesa al range degli indirizzi IP; l'idea è che ciò sia sufficiente come deterrente. Ciò può, tuttavia, interdire anche utenti incolpevoli che utilizzano lo stesso ISP per tutta la durata del divieto.
Una comune difesa contro i persistenti «vandali» è semplicemente permettere di cancellare e modificare quante pagine desiderano, sapendo che possono essere facilmente tracciati e annullati nei loro atti. Questa regola può facilmente diventare poco pratica di fronte a modifiche sistematiche.
Come misura di emergenza, alcuni wiki hanno una base di dati che può essere impostato in modalità sola-lettura, quando alcuni impongono la regola per cui solo utenti che si siano registrati prima di una certa data possano continuare a scrivere. Tuttavia ogni danno provocato da un "vandalo" può essere eliminato in maniera rapida e semplice. Più problematici sono gli errori inseriti nelle pagine che passano inosservati, per esempio il cambiamento della data di pubblicazione di un album e le discografie.
In casi estremi molti wiki forniscono pagine che possono essere protette dalla modifica. Le pagine protette in Wikipedia, ad esempio, possono essere solo modificate dai cosiddetti amministratori, che possono anche revocare la protezione. Questo costume è generalmente considerato come violazione alla filosofia di base del WikiWiki e, quindi, è spesso evitato.

### Ricerca
La maggior parte delle wiki offre almeno una ricerca per titolo, e spesso è presente una ricerca full text che analizza il testo dei contenuti. La scalabilità della ricerca dipende dall'utilizzo o meno di un database per i contenuti: un accesso a un database indicizzato è indispensabile per ottenere ricerche rapide su wiki di grandi dimensioni. Su Wikipedia, il cosiddetto pulsante «Vai» permette al lettore di visualizzare direttamente la pagina che si avvicina il più possibile ai criteri della ricerca. Il motore di ricerca MetaWiki è stato creato per permettere ricerche parallele su più wiki.

## Comunità wiki
Le 30 wiki più grandi sono elencate su Biggest Wiki.
Il Wiki Node Network era un'iniziativa tra più wiki collegate tra loro: seguendo i collegamenti da un wiki all'altro si può trovarne una su un particolare soggetto di proprio interesse. Una pagina su tale iniziativa era presente anche sulla Wikipedia inglese.

### Wiki farm
Esistono siti, denominati wiki farm, che permettono agli utenti di creare le proprie wiki; qualcuna di esse permette anche la creazione di wiki privati, protetti da password.
La wiki-farm più famosa è Fandom (precedentemente nota come Wikia), fondata nel 2004 da Jimmy Wales.

### Gergo
Un certo numero di termini gergali sono emersi nel corso dello sviluppo della comunità wiki.
WikiGnome
Una persona che contribuisce positivamente a una wiki attraverso piccole correzioni e aggiunte, rendendosi utile pur restando in genere nell'ombra. Ovviamente questo comportamento potrebbe essere adottato più o meno occasionalmente da persone non in grado di collaborare in altri modi per i motivi più svariati alla wiki.
WikiFairy
Un'altra persona che collabora positivamente dedicandosi in particolare ad abbellire le pagine di una wiki.
WikiGremlin
Una sorta di opposto di un WikiGnome: qualcuno che produce danni attraverso modifiche a volte intelligenti ma sempre con scopi maligni e negativi. È chiaramente una variante del vandalismo.
Il concetto di WikiGnome e WikiFairy potrebbe essere nato sulla Welcome Visitors Portland Pattern Repository's Wiki, dove si trovano anche ulteriori definizioni più precise.

## Comunicazione interna

### Uso dei software wiki

Logo della Wikimedia Foundation, originariamente concepito dal wikipediano Neolux.

Logo MediaWiki

Il concetto di wiki può essere utilizzato in molti contesti aziendali dopo una corretta analisi dei bisogni, infatti, sono oggi disponibili numerosi strumenti informatici basati su sistemi wiki.
I sistemi informatici wiki supportano tutte le numerose implicazioni del knowledge management e della comunicazione attiva tra i dipendenti di una azienda. L'uso del software wiki aiuta nell'analisi, strutturazione, estensione e trasferimento di conoscenze, esperienze, competenze sulle reti all'interno dell'azienda. Inoltre, i sistemi wiki supportano in modo potente il processo di apprendimento informale e il trasferimento delle conoscenze consentendo l'acquisizione delle conoscenze che si producono nel lavoro quotidiano.
L'applicazione dei sistemi basati su wiki deve essere adattato alle specifiche esigenze dell'azienda, per quanto riguarda la cultura aziendale e la sua struttura organizzativa, e per questo motivo non esiste una soluzione generale disponibile per tutti ma la scelta deve essere decisa in funzione delle specifiche esigenze aziendali.

#### Ricerca dell'Università di Tampere
Ricercatori dell'Università di Tampere hanno analizzato le modalità di interazione con sistemi Enterprise wiki (software wiki), per la creazione di intranet aziendali basate su sistemi wiki da parte delle maggiori 50 società finlandesi, rilevando che: l'80 % delle maggiori 50 società finlandesi ha partecipato allo studio, di queste il 26% usa Wikipedia per scopi aziendali, il 15% è in una fase di test, il 18% sta valutando l'opportunità di una presenza su Wikipedia, il 38% non ha ancora deciso nulla in merito e il 3% ha scartato questa possibilità. In generale il 59% ha avuto un approccio positivo con Wikipedia. Le motivazioni che stanno alla base di questo approccio positivo sono:
- Ottimizzazione della trasparenza delle informazioni
- Migliorare l'efficienza della società
- Facilità d'uso di wiki (usabilità)
- Disponibilità di informazioni aggiornate
- L'uso di nuovi modelli di lavoro collaborativo
- Semplice introduzione di software wiki
- Ampliamento e miglioramento della collaborazione aziendale
- Motivazione dei dipendenti che utilizzano il wiki
- Buona disponibilità di soluzioni nel software wiki
- Miglioramento della correttezza delle informazioni aziendali
- Miglioramento della credibilità delle informazioni
- Disponibilità di sistemi di origine sofisticati aperti wiki
- Possibilità di rinunciare ad altri formati di documento proprietari

Le aziende hanno giudicato l'impegno di addestramento all'uso di Wikipedia come più elevato di quello che è stato poi nella realtà, inoltre, i benefici di wiki sono aumentati nel tempo grazie anche alla facile usabilità. Un sistema intranet aziendale basato su wiki offre una serie di vantaggi pratici per l'azienda che lo usa, infatti, esso è uno strumento efficace per raccogliere informazioni in modo rapido e semplice. Inoltre il sistema intranet basato su wiki garantisce:
- Riduzione delle e-mail
- Tempestività
- Struttura free
- Flessibilità
- Facilità d'uso
- Sicurezza
- Conservazione delle risorse
- Risparmi

### Comunicazione esterna

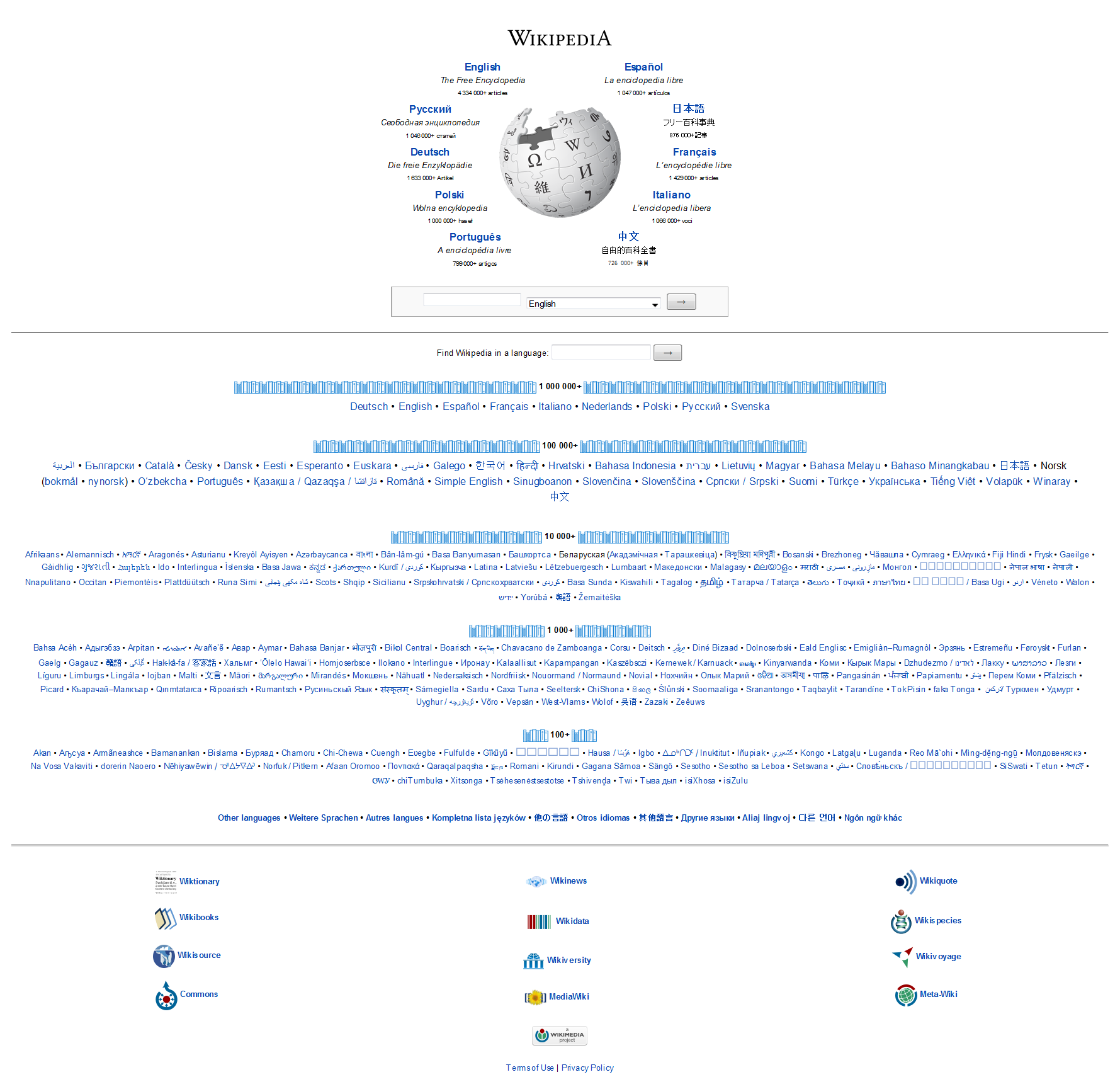
Screenshot del portale multilingua di www.wikipedia.org.

Wikipedia può essere e rappresentare una ottima fonte di informazione per il pubblico da parte di società. Questo è possibile dal momento che le persone che cercano informazioni ricorrono a Wikipedia nella stragrande maggioranza delle circostanze, infatti, il 61% delle volte che viene consultata Google si legge la voce di Wikipedia. Essa vanta 60 milioni di visitatori unici al mese, con più di 11 milioni di utenti registrati. Wikipedia nel 2009 è stata il sesto maggior sito di consultazione su internet dopo: (fonte: Alexa (December 2009))
1. Google
2. Facebook
3. Yahoo!
4. YouTube
5. Windows Live
6. Wikipedia
7. Blogger
8. Baidu
9. MSN
10. Yahoo! Japan

Migliorando di una posizione nel 2011 quando è diventata il quinto sito per numero di accessi.

L'universale utilizzo e notorietà di Wikipedia rende prioritario per le aziende, che sviluppano una politica di comunicazione e visibilità aziendale, essere ben presenti e quindi visibili sulla stessa enciclopedia. Va tenuto presente anche che la presenza di informazioni fuorvianti e/o errate e/o incomplete può in qualche misura compromettere l'immagine aziendale.  Da sottolineare, però, come la stesura di testi da parte dei dipendenti di un'azienda incontra la reale difficoltà di "dominare pienamente" le regole fondamentali (cinque pilastri) che devono essere seguite nella stesura/correzione di un testo, in particolare per uno dei cinque pilasti della stessa il Punto di vista neutrale o Neutral Point Of View o NPOV. 
(secondo il fondatore di Wikipedia Jimbo Wales)

## Ricerche scientifiche
Dalla sua nascita wiki ha stimolato ricerche scientifiche in vari ambiti del sapere, in particolare nell'ambito medico/sanitario, in ambito comunicazionale, in ambito linguistico e sociologico.
Uno studio della Facoltà di Medicina e Odontoiatria dell'Università di Alberta a Edmonton in Canada ha dimostrato come la facile usabilità dei sistemi wiki consenta di educare sperimentatori pediatrici e tirocinanti nei principi basilari coinvolti nella scrittura di RCT ricucendo al minimo il rischio di bias negli stessi.